# Wielka Sowa
Die Wielka Sowa (deutsch Hohe Eule) ist mit 1015 m die höchste Erhebung des Eulengebirges (Góry Sowie), eines Gebirgszuges der schlesischen Mittelsudeten in der Woiwodschaft Niederschlesien im Südwesten Polens. Sie gilt als einer der besten Aussichtspunkte in den Sudeten.

## Lage und Umgebung
Sie überragt unmittelbar südlich des Kurorts Walim (Wüstewaltersdorf) und südwestlich von Dzierżoniów (Reichenbach i. Eulengebirge) die nordöstlich liegende Schlesische Tiefebene und das südwestlich verlaufende Tal der Steine.
Auf ihrem schmalen Gipfel steht, neben einem Fernmeldemast, der 1906 eröffnete Bismarckturm (heutiger Name: Aussichtsturm auf der Hohen Eule), ein Bauwerk aus Granit und Stahlbeton, das in den letzten Jahren aufwändig saniert wurde.

## Wege zum Gipfel
- Über den Berg führt eine rot markierte Wegtrasse, welche auf dem gesamten Kamm des Eulengebirges verläuft und Teil des Europäischen Fernwanderwegs E3 ist.